# Jason Mewes
Jason Mewes (Highlands (New Jersey), 12 juni 1974) is een Amerikaanse acteur die vooral bekend is door zijn steeds terugkerende rol als 'Jay', één helft van het drugsdealende duo Jay en Silent Bob uit de View Askew-films Clerks. (1994), Mallrats (1995), Chasing Amy (1997), Dogma (1999), Jay and Silent Bob Strike Back (2001), Clerks II (2006) en Jay and Silent Bob Reboot (2019). In dezelfde gedaante hadden Mewes en zijn filmwederhelft een cameo in de horrorfilm Scream 3.
In Zack and Miri Make a Porno uit 2008 verscheen hij volledig naakt in een scène aan het einde van de film.
Zijn rol in de View Askew-films dankt hij aan zijn vriendschap met regisseur Kevin Smith, in wiens stripwinkel hij vroeger werkte. Mewes trouwde in 2009 met producente Jordan Monsanto, met wie hij in 2015 een dochter kreeg.

## Drugsgebruik
Een zaak waar Mewes herhaaldelijk op een negatieve manier het nieuws mee haalde, was zijn probleem om van de drugs af te blijven. Clerks-regisseur en vriend Kevin Smith maakte Clerks II zelfs speciaal voor Mewes om hem te stimuleren op het goede pad te blijven, nadat Smith eerder had gezworen dat hij nooit een vervolg op zijn debuutfilm zou maken.

## Filmografie
| - Jay and Silent Bob Reboot (2019) - Madness in the Method (2019) - Shooting Clerks (2019) - All You Can Eat (2018) - Todd and the Book of Pure Evil: The End of the End (2017, stem) - CarGo (2017, stem) - Halloweed (2016, stem) - Bling (2016) - Vigilante Diaries (2016) - Yoga Hosers (2016) - The Last House (2015) - Book of Fire (2015) - Un gallo con muchos huevos (2015, stem Engelstalige versie) - Scooby-Doo! And Kiss: Rock and Roll Mystery (2015, stem) - Deet 'n Bax Save Th World (2015) - The Night Crew (2015) - Catch of the Day (2014) - Devil's Tower (2014) - Jay and Silent Bob's Super Groovy Cartoon Movie (2013) - Money Shot (2012) - K-11 (2012) - Rock Jocks (2012) - The Newest Pledge (2012) - Noobz (2012) - The Watermen (2012) - Zombie Hamlet (2012) - Noah (2012) - Cousin Sarah (2011) - Silent But Deadly (2011) - Poolboy: Drowning Out the Fury (2011) - Breath of Hate (2011) | - The Last Godfather (2010) - Repo (2010) - Big Money Rustlas (2010) - Shoot the Hero (2010) - Midgets Vs. Mascots (2009) - Fanboys (2009) - 2 Dudes and a Dream (2009) - Tom Cool (2009) - Zack and Miri Make a Porno (2008) - Netherbeast Incorporated (2007) - The Tripper (2006) - The Pleasure Drivers (2006) - Jack's Law (2006) - Clerks II (2006) - Nice Guys (2006) - Feast (2005) - My Big Fat Independent Movie (2005) - Pauly Shore Is Dead (2003) - High Times Potluck (2002) - R.S.V.P (2002) - Jay and Silent Bob Strike Back (2001) - Vulgar (2000) - Scream 3 (2000) - Spilt Milk (1999) - The Blair Clown Project (1999) - Tail Lights Fade (1999) - Dogma (1999) - Chasing Amy (1997) - Drawing Flies (1996) - Mallrats (1995) - Clerks (1994) |